# Anne Paléologue Cantacuzène
Anne Paléologue Cantacuzène (grec Άννα Καντακουζηνή, morte après 1318) était la nièce de l’empereur byzantin Michel VIII Paléologue. Deuxième épouse de Nicéphore Ier Doukas d’Épire, elle fut régente d’Épire à sa mort, vers 1297.

## Biographie

### Origines
Anne était la troisième des quatre filles de Jean Cantacuzène et de son épouse Irène Paléologue, sœur de Michel VIII Paléologue. Anne et ses trois sœurs atteignirent toutes l’âge adulte. Les sœurs d’Anne étaient : Théodora Paléologue Cantacuzène, épouse de Georges Muzalon puis de Jean Raoul Pétraliphas, Marie Paléologue Cantacuzène, impératrice consort de Bulgarie, et Eugénie Paléologue Cantacuzène, épouse de Syrgiannès et mère de Syrgiannès Paléologue.

### Mariage avec Nicéphore
Anne fut mariée à l’automne 1264 avec Nicéphore Doukas dans le cadre d’un accord de paix imposé par son oncle l’empereur Michel au père de Nicéphore, Michel II Doukas, le souverain d'Épire. Nicéphore était veuf de Marie, une fille de l’empereur Théodore II Lascaris.
Anne prit l'ascendant sur son mari, à l’instar de ses sœurs Marie et Théodora. 

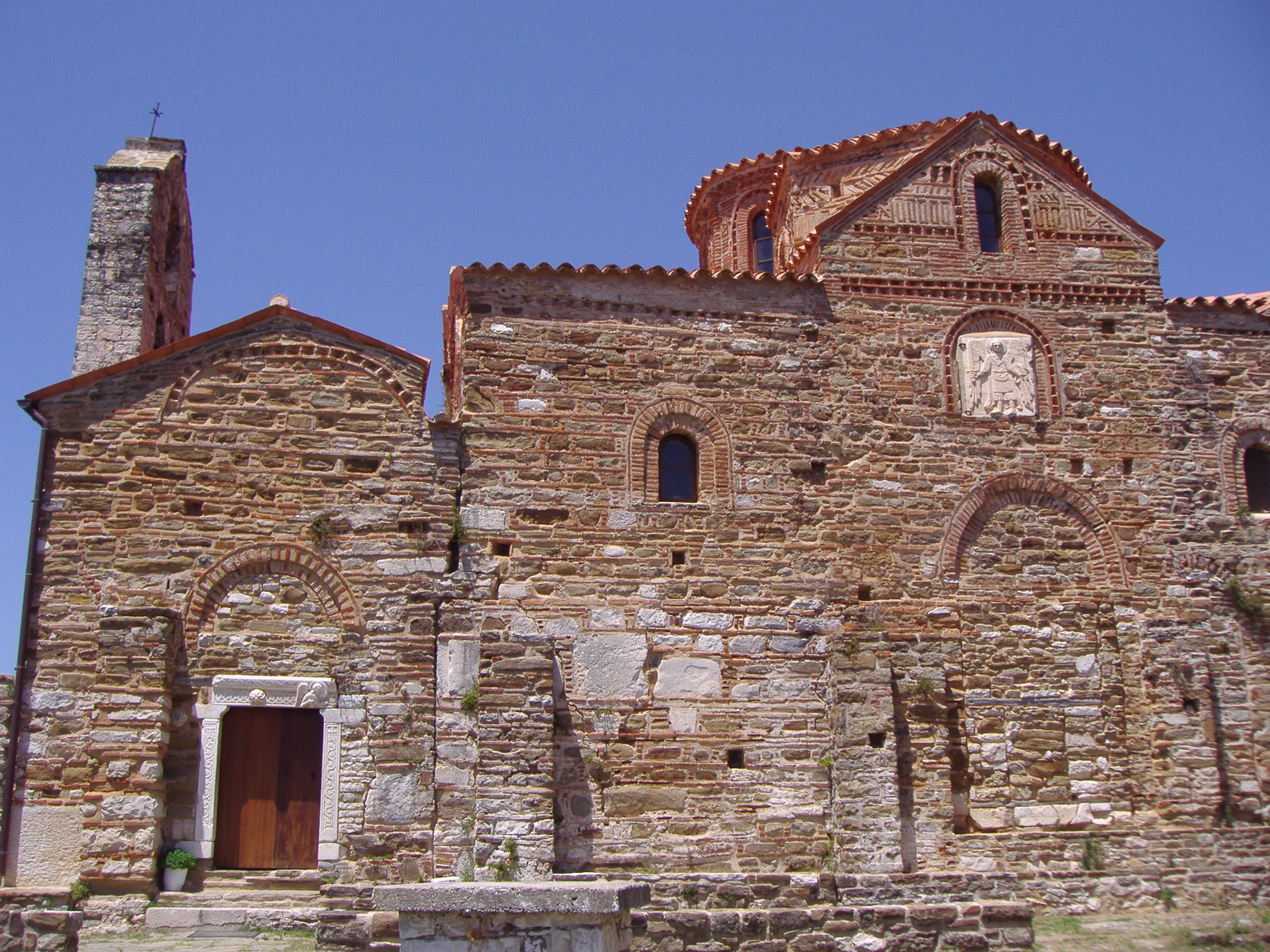
Église du monastère Notre-Dame des Blachernes d'Arta

Après le renversement de la politique unioniste de son père par Andronic II Paléologue en 1282, Nicéphore renouvela l’alliance avec l’Empire byzantin par l’intermédiaire d’Anne, qui se rendit à Constantinople pour arranger le traité ; Anne elle-même servit les intérêts de la cour byzantine. En avril 1284 elle participa avec sa mère Irène et sa sœur Théodora au synode d'Atramyttion ; elle commémora sa participation à ces événements par une fresque de l'église du monastère Notre-Dame des Blachernes d'Arta (el) représentant les trois femmes assistant à la procession de l'Hodégétria à Constantinople.
C'est vraisemblablement au cours de ce séjour qu'elle s'entendit avec Andronic pour tendre un piège à la branche de la famille Doukas à la tête de la Thessalie : de retour en Epire, elle et son mari attirèrent Michel, le fils de Jean Doukas de Thessalie, avec la promesse d’une alliance dynastique, et le firent arrêter et envoyer à Constantinople. Ceci entraîna Nicéphore dans une guerre contre son demi-frère, qui ravagea les environs d’Arta en représailles en 1285. 
Anne s’embarqua dans un projet ambitieux, celui d’unir les maisons d’Épire et de Constantinople en mariant sa fille Thamar à Michel IX Paléologue, fils et co-empereur d’Andronic II. Ce projet échoua, mais en 1290 l’empereur conféra à son jeune fils Thomas la dignité de Despote.
L’aristocratie anti-byzantine persuada ensuite Nicéphore d’ouvrir des négociations avec le roi Charles II de Naples en 1291, ce qui provoqua une invasion byzantine.  Cette invasion scella l’alliance avec Naples, et l’intervention de Charles II par l’intermédiaire de ses vassaux, le comte Riccardo Orsini de Céphalonie et le prince Florent d’Achaïe, aida à contenir l’avancée byzantine. Le couple maria ensuite leur deuxième fille Marie à l’héritier de Céphalonie et leur fille Thamar au fils de Charles II, Philippe Ier de Tarente. Thamar reçut le droit d’hériter de l’Épire à la place de son frère, et Charles II promit qu’elle pourrait conserver la foi orthodoxe. Le mariage eut lieu en 1294. À cette occasion, Thamar apporta en dot plusieurs forteresses côtières à Philippe dont Naupacte et Vonitsa. À la même époque, Philippe reçut les droits et les prétentions de son père en Grèce.

### Régence
Nicéphore mourut entre septembre 1296 et juillet 1298. Anne assura la succession de leur fils mineur Thomas, bien que Philippe ait reçu la promesse d’hériter de l’Épire par son mariage avec Thamar. Charles II de Naples demanda à ce que l’Épire soit cédée à Philippe et Thamar, mais Anne refusa, affirmant que l’accord avait été rompu quand Thamar avait été forcée d’abandonner sa foi orthodoxe. En 1304 Anne chercha du soutien auprès de l’empereur Andronic II. Une alliance fut conclue et scellée par le mariage du jeune Thomas avec Anne Paléologue, la fille du co-empereur Michel IX Paléologue et la petite-fille d’Andronic.
Le mariage lui-même eut lieu en 1307 ou 1313. Entretemps, Charles II envoya des troupes en Épire, mais elles furent repoussées et les Épirotes s’avancèrent dans les terres angevines des Balkans occidentaux, capturant Butrint et Naupacte en 1304–1305. 
Une nouvelle invasion angevine en 1306 aboutit à un compromis par lequel les Épirotes rendirent à Philippe de Tarente Naupacte, Vonitsa et Butrinte.
Anne est mentionnée dans une liste de seigneurs « de Romanie » avec qui la république de Venise maintenait des relations en 1313 ; elle était encore en vie à la mort de son fils Thomas, assassiné en 1318.

### Descendance
Anne et Nicéphore semblent avoir eu quatre enfants :
- Thamar, qui épousa Philippe Ier de Tarente, un fils du roi Charles II de Naples.
- Michel, qui fut otage à Naples en 1279 mais rendu à ses parents en 1281. Il mourut probablement avant son père.
- Thomas, qui succéda à son père en Épire.
- Marie, qui épousa le comte Jean Ier Orsini de Céphalonie (1304 – 1317) ; leurs fils Niccolò Orsini et Jean II Orsini devinrent despotes en Épire.